# Porco-formigueiro
O porco-formigueiro, aardvark, porco-da-terra, jimbo (em Angola), timba (na Guiné-Bissau), orictéropo ou oricteropo   (nome científico: Orycteropus afer) é um mamífero africano, o único representante vivo da ordem Tubulidentata, da família Orycteropodidae e do género Orycteropus. Distribui-se por todas as planícies e savanas do sul de África. O estrangeirismo aardvark, pelo qual o porco-formigueiro é conhecido em vários países, significa literalmente "porco-da-terra" em africâner (aarde, "terra", e vark, "porco"), mas este animal não está relacionado com a família dos suídeos (verdadeiros porcos).

## Distribuição e habitat
Os porcos-da-terra são encontrados na África subsaariana, onde há habitat adequado (savanas, pastagens, bosques e matagais) e alimentos (ou seja, formigas e cupins) disponíveis. [12]  Eles passam as horas do dia em tocas escuras para evitar o calor do dia. [28]  O único habitat importante em que não estão presentes é a floresta pantanosa, já que o lençol freático alto impede a escavação a uma profundidade suficiente. [1]  Eles também evitam terrenos rochosos o suficiente para causar problemas com a escavação. [29]  Eles foram documentados até 3.200 metros (10.500 pés) na Etiópia.  Eles estão presentes em toda a África Subsaariana até a África do Sul, com poucas exceções, incluindo as áreas costeiras da Namíbia, Costa do Marfim e Gana.  Eles não são encontrados em Madagascar. [1]

## Características
É um animal de médio porte que pode pesar entre 40 a 100 kg. Tem uma pele espessa e de cor amarelada a acastanhada, revestida por poucos pelos, e orelhas compridas e bicudas. A dentição do oricteropo é única na classe dos mamíferos e o motivo pelo qual são classificados numa ordem à parte. O adulto tem 20 dentes distribuídos segundo a fórmula 0/0 0/0 2/2 3/3, constituídos por dentina e com uma cavidade tubular. Os dentes não são revestidos e desgastam-se; para compensar os dentes crescem continuamente. A língua, vermiforme, tem uma superfície pegajosa e pode chegar a ter 30 centímetros. Os porcos-formigueiros consomem ocasionalmente outros insectos, pequenos roedores e frutos mas a sua alimentação base é composta de térmitas e formigas. Para comerem estes insectos e como protecção contra predadores, os porcos-formigueiros desenvolveram uma capacidade excelente para escavar buracos e túneis no subsolo e podem enterrar-se completamente no solo em menos de um minuto.

## Ecologia
São animais noturnos e solitários que não mantêm territórios, deslocando-se com frequência dentro do seu habitat em busca de fontes de alimento. Apenas fêmeas mantêm morada fixa e mesmo assim só durante a época de reprodução, que varia de acordo com a latitude em que vivem. A gestação dura em média 7 meses e resulta numa única cria, embora tenham sido registados nascimentos de gémeos. As crias nascem dentro de tocas e mantêm-se escondidas por várias semanas. Aos seis meses, o oricterope começa a alimentar-se sozinho e a maturidade sexual é atingida aos dois anos.

### Habitat
Os porcos-formigueiros, vivem principalmente em chaparrais, mas podem viver em qualquer lugar onde se encontrem térmitas, desde savana áridas a florestas tropicais húmidas.

## Conservação
Graças à sua preferência alimentar por cupins, estabelecem um equilíbrio importante nas populações destes insetos sendo os buracos que cavam em busca de alimento utilizados por diversas espécies como refúgio.
A ordem Tubulidentata surgiu no Miocénico inferior, no atual Quénia.
Acreditava-se que os porcos-da-terra tivessem um número decrescente, [6] no entanto, isso possivelmente se devia ao fato de não serem vistos imediatamente. [1] Não há contagens definitivas por causa de seus hábitos noturnos e secretos; no entanto, seus números parecem estar estáveis em geral. Eles não são considerados comuns em qualquer lugar da África, mas devido à sua grande variedade, eles mantêm um número suficiente. Pode haver uma ligeira diminuição nos números no leste, norte e oeste da África. Os números da África Austral não estão diminuindo. Recebe uma designação oficial da IUCN como menos preocupante

## Mitologia Egípcia
Na mitologia egípcia, o deus Set, irmão de Osíris era representado como tendo um corpo humano e cabeça de um Orycteropus afer.

## Naculturapopular
Os porcos-formigueiros também aparecem na cultura popular:
1. Arthur (desenho)
2. A Formiga e o Oricteropo
3. Um dos animais do African Adventure
4. Cerebus the Aardvark, série em quadrinhos
5. Muhanga, personagem recorrente da série animada A Guarda do Leão, da Disney